# Bernardo Rossi

Stemma dei Rossi di Parma.

Bernardo Rossi (San Secondo Parmense, 1432 – Roma, 1468) è stato un vescovo cattolico italiano.

## Biografia
Figlio di Pier Maria II de' Rossi, Bernardo nacque nel 1432 a Parma, dove iniziò anche la propria carriera ecclesiastica. Fu canonico del Capitolo della Cattedrale di Parma nel 1450 e nel 1453, mentre venne nominato prevosto di Farfengo nel 1451.
Appena ventiseienne,  il 27 aprile 1458 fu in un primo momento nominato amministratore apostolico e poi vescovo di Cremona da papa Callisto III (in una minuta di Francesco Sforza datata 19 maggio che reca come destinatario Ottone del Carretto, ambasciatore ducale a Roma, si legge: "per quello beneficio che era del prothonotaro di Rossi, nunc vescovo di Cremona"). Nel 1460 fece traslare nella cattedrale di Cremona dalla chiesa di San Giacomo le ossa dei Santi Babila e Simpliciano, mentre in un sarcofago di marmo posto nella chiesa di San Lorenzo fece riporre le reliquie dei martiri Marta, Maria, Audiface e Abaco e alcune reliquie che si trovavano nella chiesa demolita di San Sigismondo fuori le mura.
Quando tale chiesa venne riedificata il Rossi pose nelle fondamenta tre ampolle contenenti olio.
L'8 ottobre 1466 fu nominato vescovo di Novara.
Morì di peste a Roma nel 1468, alla giovane età di 36 anni, e venne sepolto nella Basilica di Santa Maria in Ara Coeli.

## Ascendenza
|                          |                   |                       | Genitori                  |  |  | Nonni |  |  | Bisnonni        |  |  | Trisnonni       |  |
|                          |                   |                       |                           |  |  |       |  |  | Bertrando Rossi |  |  | Bertrando Rossi |  |
|                          |                   |                       |                           |  |  |       |  |  | Bertrando Rossi |  |  | Bertrando Rossi |  |
|                          |                   | Sara da Camposampiero |                           |  |  |       |  |  | Bertrando Rossi |  |  |                 |  |
| Pier Maria I de' Rossi   |                   |                       |                           |  |  |       |  |  | Bertrando Rossi |  |  |                 |  |
|                          |                   | Eleonora Rossi        | Ugolino Rossi             |  |  |       |  |  |                 |  |  |                 |  |
|                          |                   | Eleonora Rossi        | Ugolino Rossi             |  |  |       |  |  |                 |  |  |                 |  |
|                          |                   | Eleonora Rossi        | Alessia Ruggeri           |  |  |       |  |  |                 |  |  |                 |  |
| Pier Maria II de' Rossi  |                   | Eleonora Rossi        |                           |  |  |       |  |  |                 |  |  |                 |  |
|                          |                   | Ugolino Cavalcabò     | Giovanni Cavalcabò        |  |  |       |  |  |                 |  |  |                 |  |
|                          |                   | Ugolino Cavalcabò     | Giovanni Cavalcabò        |  |  |       |  |  |                 |  |  |                 |  |
|                          |                   | Ugolino Cavalcabò     | …                         |  |  |       |  |  |                 |  |  |                 |  |
| Maria Giovanna Cavalcabò |                   | Ugolino Cavalcabò     |                           |  |  |       |  |  |                 |  |  |                 |  |
|                          |                   | …                     | …                         |  |  |       |  |  |                 |  |  |                 |  |
|                          |                   | …                     | …                         |  |  |       |  |  |                 |  |  |                 |  |
|                          |                   | …                     | …                         |  |  |       |  |  |                 |  |  |                 |  |
| Bernardo de' Rossi       |                   | …                     |                           |  |  |       |  |  |                 |  |  |                 |  |
|                          | Marsiglio Torelli | Guido I Torelli       |                           |  |  |       |  |  |                 |  |  |                 |  |
|                          | Marsiglio Torelli | Guido I Torelli       |                           |  |  |       |  |  |                 |  |  |                 |  |
|                          | Marsiglio Torelli | Eleonora Gonzaga      |                           |  |  |       |  |  |                 |  |  |                 |  |
| Guido Torelli            | Marsiglio Torelli |                       |                           |  |  |       |  |  |                 |  |  |                 |  |
|                          |                   | Elena d'Arco          | Niccolò d'Arco            |  |  |       |  |  |                 |  |  |                 |  |
|                          |                   | Elena d'Arco          | Niccolò d'Arco            |  |  |       |  |  |                 |  |  |                 |  |
|                          |                   | Elena d'Arco          | Beatrice di Castelbarco   |  |  |       |  |  |                 |  |  |                 |  |
| Antonia Torelli          |                   | Elena d'Arco          |                           |  |  |       |  |  |                 |  |  |                 |  |
|                          |                   | Antonio Visconti      | Vercellino Visconti       |  |  |       |  |  |                 |  |  |                 |  |
|                          |                   | Antonio Visconti      | Vercellino Visconti       |  |  |       |  |  |                 |  |  |                 |  |
|                          |                   | Antonio Visconti      | Margherita della Pusterla |  |  |       |  |  |                 |  |  |                 |  |
| Orsina Visconti          |                   | Antonio Visconti      |                           |  |  |       |  |  |                 |  |  |                 |  |
|                          |                   | Anastasia Carcano     | Giovanni Carcano          |  |  |       |  |  |                 |  |  |                 |  |
|                          |                   | Anastasia Carcano     | Giovanni Carcano          |  |  |       |  |  |                 |  |  |                 |  |
|                          |                   | Anastasia Carcano     | …                         |  |  |       |  |  |                 |  |  |                 |  |
|                          |                   | Anastasia Carcano     |                           |  |  |       |  |  |                 |  |  |                 |  |